# The Witcher (serie de televisión)
The Witcher es una serie de televisión web estadounidense/polaca de drama y fantasía oscura creada por Lauren Schmidt Hissrich para Netflix. Se basa en la Saga de Geralt de Rivia del escritor polaco Andrzej Sapkowski.
Ubicada en un mundo medieval en una masa de tierra conocida como "el Continente", The Witcher explora la leyenda de Geralt de Rivia y la princesa Ciri, que están unidos el uno al otro por el destino. Está protagonizada por Henry Cavill, Freya Allan y Anya Chalotra.
La primera temporada, que se estrenó el 20 de diciembre de 2019, se basó en El último deseo y La espada del destino, que son una colección de historias cortas que preceden a la saga principal de The Witcher. La primera temporada explora eventos que dieron forma a los tres personajes principales en distintas líneas de tiempo, antes de que finalmente se fusionen en una sola.
El 13 de noviembre de 2019, la serie se renovó para una segunda temporada, estrenada el 17 de diciembre de 2021 y para mediados de 2023 está prevista una tercera. La serie continuará con una cuarta temporada, teniendo a Liam Hemsworth en el papel de Geralt de Rivia luego de que Cavill decidiera no seguir en la serie.

## Sinopsis
Geralt de Rivia es un brujo, mutado durante su infancia para ser más efectivo en su labor, matar monstruos por dinero. El continente se encuentra en un estado de caos debido a las ansias del Imperio de Nilfgaard por ampliar su territorio. Entre los refugiados de esta lucha se encuentra la princesa Cirilla de Cintra, conocida como Ciri, que es constantemente perseguida por Nilfgaard debido al secreto poder que posee. Debido al destino, Geralt y Ciri están unidos para siempre desde antes del nacimiento de esta. Durante sus viajes Geralt conoce a Jaskier, un trovador demasiado hablador, y a Yennefer de Vengerberg, una poderosa hechicera.

## Elenco y personajes

### Principales
- Henry Cavill (temp. 1–3); Liam Hemsworth (temp. 4[7]) como Geralt de Rivia: un cazador de monstruos mejorado mágicamente conocido como «brujo». Su destino es la princesa Ciri de Cintra.
- Anya Chalotra como Yennefer de Vengerberg: una hechicera y miembro de la Hermandad de los Hechiceros.
- Freya Allan como Cirilla «Ciri»: princesa de Cintra que posee poderes mágicos. Es la nieta de la reina Calanthe, hija de Pavetta, y el destino de Geralt.
- Eamon Farren como Cahir: un oficial militar nilfgaardiano.
- Joey Batey como Jaskier: un bardo viajero que acompaña a Geralt durante su viaje.
- MyAnna Buring como Tissaia de Vries: rectora de Aretuza, una academia de formación de hechiceras.
- Royce Pierreson como Istredd: un hechicero y amigo de Yennefer.
- Mimi Ndiweni como Fringilla Vigo: una hechicera que entrenó junto a Yennefer.
- Wilson Radjou-Pujalte como Dara: un niño elfo refugiado y amigo de Ciri.
- Anna Shaffer como Triss Merigold: una hechicera que sirve como maga de la corte del Reino de Temeria.
- Mahesh Jadu como Vilgefortz: un hechicero.

### Recurrentes
- Lars Mikkelsen como Stregobor: un hechicero, mentor de Istredd.
- Jodhi May como Reina Calanthe: gobernante del reino de Cintra, abuela de la princesa Cirilla.
- Adam Levy como Myszowor: el druida de la corte de Cintra.
- Björn Hlynur Haraldsson como Rey Eist Tuirseach: esposo de la reina Calanthe.
- Emma Appleton como Princesa Renfri: una princesa convertida en bandida.[8]
- Maciej Musiał como Sir Lazlo
- Tobi Bamtefa como Sir Danek
- Therica Wilson-Read como Sabrina Glevissig: una hechicera que entrenó junto a Yennefer.
- Shaun Dooley como Rey Foltest de Temeria
- Terence Maynard como Artorius Vigo: un hechicero, tío de Fringilla.
- Judit Fekete como Vanelle de Brugge
- Josette Simon como Eithne, Reina de las dríadas
- Nóra Trokán como General de las dríadas
- Anna-Louise Plowman como Zola

### Invitados notables
- Mia McKenna-Bruce como Marilka
- Tom Canton como Filavandrel
- Natasha Culzac como Toruviel
- Amit Shah como Torque
- Jason Thorpe como Ostrit
- Ben Lambert como Rey Virfuril de Aedirn
- Jade Croot como Princesa Adda
- Julian Rhind-Tutt como Giltine
- Isobel Laidler como Reina Kalis de Lyria
- Blair Kincaid como Crach an Craite
- Gaia Mondadori como Princesa Pavetta
- Bart Edwards como Erizo de Erlenwald / Duny
- Marcin Czarnik como Ronin Mage
- Lucas Englander como Chireadan
- Adele Oni como Téa
- Colette Dalal Tchantcho como Véa
- Jordan Renzo como Eyck de Denesle
- Jeremy Crawford como Yarpen Zigrin
- Ron Cook como Borch Three Jackdaws
- Ella-Rae Smith como Fola
- Francis Magee como Yurga

## Episodios
| Temporada | Temporada | Episodios | Episodios | Emisión original        | Emisión original        |
| Temporada | Temporada | Episodios | Episodios | Primera emisión         | Última emisión          |
| --------- | --------- | --------- | --------- | ----------------------- | ----------------------- |
|           | 1         | 8         | 8         | 20 de diciembre de 2019 | 20 de diciembre de 2019 |
|           | 2         | 8         | 8         | 17 de diciembre de 2021 | 17 de diciembre de 2021 |
|           | 3         | 8         | 8         | 29 de junio de 2023     | 27 de julio de 2023     |

### Temporada 1 (2019)
| N.º | Título                                                                 | Dirigido por               | Escrito por             | Fecha de lanzamiento original |
| --- | ---------------------------------------------------------------------- | -------------------------- | ----------------------- | ----------------------------- |
| 1 | «The End's Beginning» «Principio del fin»                              | Alik Sakharov              | Lauren Schmidt Hissrich | 20 de diciembre de 2019       |
| Geralt de Rivia lucha contra un kikimora antes de llegar a la cercana ciudad de Blaviken. En una taberna, conoce a Renfri, una princesa convertida en bandida que se cree maldita. Renfri persigue al mago Stregobor a quien ha seguido hasta la ciudad. Stregobor atrae a Geralt a su escondite y le pide que mate a Renfri, pero Geralt se niega. Más tarde, Renfri se acerca a Geralt en el bosque y le ofrece una contrapropuesta. Geralt le da un ultimátum: deja Blaviken o muere. Ella acepta irse, pero, en cambio, regresa esa noche para seducirlo. Geralt se despierta y se da cuenta de que Renfri no dejaría de matar a Stregobor. Él se apresura al mercado para detenerla. Después de matar a sus hombres, él lucha contra Renfri, hiriéndola fatalmente. Antes de morir, Renfri le habla de una chica que será su destino para siempre. Stregobor llega para tomar el cuerpo de Renfri para una autopsia a la que Geralt se opone. Años más tarde, el reino de Cintra es atacado y derrotado por su vecino del sur, Nilfgaard. La princesa Cirilla es enviada por su abuela, la reina Calanthe, para escapar y encontrar a Geralt de Rivia. Mientras corre, Cirilla es capturada por Cahir, un oficial nilfgaardiano. Sin embargo, la vista de la ciudad y el castillo en llamas activa sus poderes, lo que le permite escapar. Basado en el relato «El mal menor».                                                                                          |                                                                        |                            |                         |                               |
| 2 | «Four Marks» «Cuatro marcos»                                           | Alik Sakharov              | Jenny Klein             | 20 de diciembre de 2019       |
| Yennefer, una joven jorobada del reino de Aedirn, es vendida a Tissaia de Vries. Ella es llevada a Aretuza para ser entrenada como hechicera y pronto se encuentra no tan talentosa como las otras estudiantes. Ella entabla una amistad con Istredd y le revela que ella es parte elfa, una de las causas de su deformidad. Más tarde, se revela que Tissaia y Stregobor estaban usando a Yennefer e Istredd para espiar el uno al otro. Yennefer es testigo de cómo Tissaia convierte a tres estudiantes en anguilas que actúan como conductos, alimentando a Aretuza con magia. Geralt es contratado para investigar robos de grano en Posada. Un bardo viajero, Jaskier, se une a él esperando la aventura. Se encuentran con un Sylvan, un ser inteligente con aspecto de cabra, que los deja inconscientes. Se despiertan en una cueva de montaña donde Geralt se encuentra con el rey elfo, Filavandrel, y lo insta a llevar a su gente a mejores tierras después de ser desterrados por los humanos. En lugar de matarlos, Filavandrel los libera. Cirilla se encuentra con un niño en el bosque, Dara, pero lo pierde antes de encontrar un campo de refugiados. Dara regresa para salvarla mientras el campamento está siendo atacado por las fuerzas de Cahir. Cirilla se da cuenta de que Dara es un elfo. Basado en el relato «El confín del mundo». |                                                                        |                            |                         |                               |
| 3 | «Betrayer Moon» «Luna traicionera»                                     | Alex Garcia Lopez          | Beau DeMayo             | 20 de diciembre de 2019       |
| Yennefer e Istredd, ahora amantes, están a punto de terminar su entrenamiento. Antes de que se inicie, Yennefer tiene la oportunidad de transformar su cuerpo en su imagen ideal. La Hermandad de los Hechiceros discute la asignación de las hechiceras iniciadas a sus respectivos reinos. A través del esquema de Stregobor, Yennefer es asignada a Nilfgaard, en lugar de su Aedirn preferido, debido a su sangre élfica. Yennefer rompe con Istredd, luego sufre la dolorosa transformación, a costa de su fertilidad. Yennefer encanta al rey de Aedirn para que la tome como su asesor. Geralt va al reino de Temeria para investigar un monstruo que acecha a la población. Asistido por el consejero de brujas del rey Foltest, Triss Merigold, Geralt identifica al monstruo como un shtriga, una criatura nacida de una maldición y de incesto entre Foltest y su hermana fallecida, la princesa Adda. Geralt también descubre que la maldición fue colocada por Ostrit, un cortesano que se enteró del asunto. Usando a Ostrit como cebo, Geralt lucha contra el shtriga hasta el amanecer, levantando la maldición. Cirilla entra en un bosque denso en trance. Basado en el relato «El brujo». |                                                                        |                            |                         |                               |
| 4 | «Of Banquets, Bastards and Burials» «Banquetes, bastardos y entierros» | Alex Garcia Lopez          | Declan de Barra         | 20 de diciembre de 2019       |
| Yennefer, después de haber servido a Aedirn durante tres décadas, escolta a la reina Kalis de Lyria cuando son emboscados por un asesino. Yennefer abre múltiples portales para huir, pero el asesino rastrea cada uno y mata a Kalis. Yennefer escapa con la hija recién nacida de Kalis, pero el bebé muere. Geralt acompaña a Jaskier a la fiesta de compromiso de la princesa Pavetta, hija de la reina Calanthe. Llega un caballero llamado Urcheon de Erlenwald, declarando que está reclamando la mano de Pavetta a través de la Ley de Sorpresa, después de haber salvado al Rey Roegner, esposo de Calanthe y padre de Pavetta hace años. Urcheon, también conocido como Duny, sufre una maldición que lo transformó en mitad hombre, mitad erizo. A pesar de la aceptación de Pavetta, Calanthe se niega, lo que lleva a una pelea. Calanthe intenta apuñalar a Urcheon, lo que hace que Pavetta active su poder, desatando una vorágine hasta que Geralt interviene. Calanthe casa a Pavetta con Duny, y se levanta la maldición sobre él. Duny insiste en que Geralt tome una recompensa, e invoca la Ley de la Sorpresa, algo que Duny tiene pero que no sabe. Se revela que Pavetta está embarazada del hijo de Duny. Cirilla y Dara se encuentran con la reina Eithne y su banda de dríadas en el bosque de Brokilón. Cahir y la hechicera Fringilla rastrean la ubicación de Ciri. Basado en los relatos «Una cuestión de precio» y «La espada del destino». |                                                                        |                            |                         |                               |
| 5 | «Bottled Appetites» «Apetitos incontenibles»                           | Charlotte Brändström       | Sneha Koorse            | 20 de diciembre de 2019       |
| Geralt y Jaskier descubren un Djinn, un espíritu que concede tres deseos y lo libera accidentalmente. Maldice a Jaskier, y Geralt busca ayuda del mago más cercano, que resultó ser Yennefer. Yennefer cura a Jaskier, intenta capturar a los Djinn y la lucha que sigue amenaza con destruir la ciudad. Geralt usa su tercer deseo, liberando al djinn. Geralt y Yennefer se dan cuenta de su atracción y tienen relaciones sexuales. Yennefer pregunta por el tercer deseo, pero Geralt se queda dormido. Cahir contrata a un doppler, un ser que puede asumir la forma de cualquier persona. El doppler asume la identidad de Myszowor, el druida de la corte de Cintra y un guardián de Ciri, y apuñala a Myszowor. Eithne le permite a Ciri quedarse en Brokilon. Doppler-Myszowor llega a Brokilon, y Ciri y Dara se van con él. Basado en el relato «El último deseo». |                                                                        |                            |                         |                               |
| 6 | «Rare Species» «Especies raras»                                        | Charlotte Brändström       | Haily Hall              | 20 de diciembre de 2019       |
| Geralt, Jaskier y Yennefer se unen a una cacería de dragones organizada por Borch, un aventurero. La fiesta también incluye a los dos guardaespaldas de Borch, Téa y Véa, la escolta de caballeros de Yennefer, una banda de enanos y una compañía de cazadores de monstruos profesionales llamados Reavers. Después de acampar durante la noche, la fiesta encuentra al caballero muerto y los Reavers se han ido temprano. Los enanos llevan la fiesta a un atajo de montaña. Borch, Téa y Véa se sacrifican en lugar de poner en peligro la fiesta. Geralt y Yennefer se reconcilian. Se apresuran a la guarida del dragón para encontrar al dragón muerto, y el huevo del dragón custodiado por Téa, Véa y Borch, quien revela que él es Villentretenmerth, un dragón dorado. Los cinco defienden el huevo de los Segadores. Borch paga a los enanos con dientes de dragón. Geralt revela a Yennefer su tercer deseo que une sus destinos. Dara sospecha sobre Doppler-Myszowor. Después de que Ciri le pregunta, el doppler se revela, y en el enfrentamiento, Dara es noqueado y Ciri escapa, pero también queda inconsciente. Cahir encuentra a Ciri, pero resulta ser el doppler. Luchan y el doppler se escapa. Dara libera a la verdadera Ciri, pero luego la deja. Cahir y Fringilla planean su próximo movimiento. Basado en el relato «La voz de la razón». |                                                                        |                            |                         |                               |
| 7 | «Before a Fall» «Antes de la caída»                                    | Alik Sakharov & Marc Jobst | Mike Ostrowski          | 20 de diciembre de 2019       |
| Con Nilfgaard a punto de invadir Cintra, Geralt decide invocar su Derecho de la sorpresa: Ciri. Calanthe ofrece a una impostora pues se niega a entregarle a su única heredera, pero Geralt se da cuenta del engaño y confronta a Calanthe para posteriormente ser encarcelado. Por otro lado, Yennefer regresa a Aretuza con un hechicero llamado Vilgefortz, pero cuando anunció su intención de reunir magos para oponerse a Nilfgaard, ella se niega a unirse. La Hermandad vota para permanecer neutral, pero Tissaia, Vilgefortz y otros magos deciden luchar. Tissaia convence a Yennefer para unirse. Nilfgaard invade, saqueando la ciudad e irrumpiendo en el castillo. Calanthe decide enviar a Ciri con Geralt, pero esta es perseguida por un soldado nilfgaardiano. En tanto, Geralt logra escapar de su celda y busca a Ciri, sin embargo ambos no logran encontrarse aquel entonces. En la actualidad, Ciri trata de valerse por sí misma. Una mujer se ofrece a protegerla, pero ella la rechaza. Ciri se encuentra con una banda de sus amigos de Cintra. Cuando la atacan, sus poderes se activan. Basado en el relato «Algo más». |                                                                        |                            |                         |                               |
| 8 | «Much More» «Mucho más»                                                | Marc Jobst                 | Lauren Schmidt Hissrich | 20 de diciembre de 2019       |
| Yennefer y los magos refuerzan la fortaleza estratégica de Sodden Hill, con el objetivo de evitar que las fuerzas nilfgaardianas invadan el resto de los reinos del norte. Los nilfgaardianos lanzan su ataque, con ambos bandos utilizando magia e infligiéndose grandes bajas entre sí. Tissaia intenta disuadir a Fringilla, pero Fringilla la desactiva. Vilgefortz lucha contra Cahir, pero pierde y es arrojado por una colina. Cuando Vilgefortz se despierta, mata a un hechicero del norte y se revela como un chaquetero. Cuando los soldados nilfgaardianos comienzan a invadir el fuerte, Yennefer canaliza una corriente masiva de fuego, y aparentemente desaparece. Habiendo escapado de Cintra y buscando a Ciri, Geralt se encuentra con un comerciante que entierra los cuerpos de los refugiados muertos. Defiende al hombre de los monstruos no muertos, aunque está herido y pierde el conocimiento. Se despierta para encontrarse en el carro del comerciante camino a la granja del hombre. En su estado delirante, sueña con su madre, Visenna. Ciri es despertada por la mujer que conoció antes, y descubre los cadáveres de sus acosadores a su alrededor, asesinados de forma espantosa. La mujer la lleva a su granja. Más tarde, Geralt llega a la misma granja y oye a la mujer hablar de Ciri, e inmediatamente se dirige al bosque para buscarla. Finalmente Geralt y Ciri se encuentran y se abrazan. Basado en el relato «Algo más».      |                                                                        |                            |                         |                               |

### Temporada 2 (2021)
| N.º | Título                                                  | Dirigido por | Escrito por | Fecha de lanzamiento original |
| --- | ------------------------------------------------------- | ------------ | ----------- | ----------------------------- |
| 1   | «A Grain of Truth» «La semilla de la verdad»            | —            | —           | 17 de diciembre de 2021       |
| 2   | «Kaer Morhen»                                           | —            | —           | 17 de diciembre de 2021       |
| 3   | «What Is Lost» «Pérdidas»                               | —            | —           | 17 de diciembre de 2021       |
| 4   | «Redanian Intelligence» «Servicios secretos de Redania» | —            | —           | 17 de diciembre de 2021       |
| 5   | «Turn Your Back» «Decisiones»                           | —            | —           | 17 de diciembre de 2021       |
| 6   | «Dear Friend» «Querido amigo»                           | —            | —           | 17 de diciembre de 2021       |
| 7   | «Voleth Meir»                                           | —            | —           | 17 de diciembre de 2021       |
| 8   | «Family» «Familia»                                      | —            | —           | 17 de diciembre de 2021       |

## Producción

### Desarrollo
La serie de libros The Witcher de Andrzej Sapkowski fue casi adaptada para una película independiente de Netflix, pero Kelly Luegenbiehl, vicepresidenta de originales internacionales de Netflix, disuadió a los productores. Ella recordó haberles preguntado: «¿Cómo pueden tomar ocho novelas y convertirlas en una película? Hay tanto material aquí. A través de una serie de conversaciones, los productores se entusiasmaron realmente con la idea de usar el material fuente para un trabajo de serie de larga duración». En mayo de 2017, Netflix anunció el inicio de la producción de una serie de televisión de drama en inglés basada en los libros.
En diciembre de 2017, Lauren Schmidt Hissrich se unió como showrunner del programa. En abril de 2018, Schmidt Hissrich reveló que el guion del episodio piloto estaba terminado y que la primera temporada constaría de ocho episodios. En 2018, se confirmó que Andrzej Sapkowski formaría parte del equipo creativo del proyecto. En agosto, Andrew Laws fue revelado como diseñador de producción. En diciembre, Radio Times informó que los directores Alik Sakharov y Charlotte Brändström se unieron al proyecto.
Netflix anunció una segunda temporada el 13 de noviembre de 2019.

### Casting
En septiembre de 2018, Netflix anunció que Henry Cavill interpretaría a Geralt de Rivia. En octubre de 2018, Freya Allan y Anya Chalotra fueron elegidas como princesa Cirilla y Yennefer de Vengerberg respectivamente, mientras que Jodhi May, Björn Hlynur Haraldsson, Adam Levy, MyAnna Buring, Mimi Ndiweni y Therica Wilson-Read también se unieron. Ese mismo mes se anunciaron más cástines, incluidos Eamon Farren, Joey Batey, Lars Mikkelsen, Royce Pierreson, Maciej Musiał, Wilson Radjou-Pujalte y Anna Shaffer.
En octubre de 2022, Netflix anunció que Liam Hemsworth reemplazaría a Henry Cavill como Geralt de Rivia desde la cuarta temporada. El cambio de protagonista tuvo una pésima recepción por parte del público, quienes sencillamente no quieren a Hemsworth como reemplazante de Cavill y que sumado a la baja audiencia y malas críticas de la precuela The Witcher: Blood Origin, Netflix habría decidido terminar la serie antes de lo previsto. En marzo de 2023, se reveló que Hemsworth habría comenzado una demanda por difamación en contra de su exesposa Miley Cyrus, esto luego de que la cantante lanzara su sencillo «Flowers» en enero de ese mismo año, que pertenece a su octavo álbum de estudio Endless Summer Vacation, canción que se convirtió en un gran éxito comercial a nivel mundial y que aparentemente estaría escrita sobre Hemsworth, canción que según Liam fue la causante de que casi lo despidieran de la serie.

### Filmación
En abril de 2018, Schmidt Hissrich reveló que el programa se filmaría en Europa Oriental.
La fotografía principal de la primera temporada comenzó el 31 de octubre de 2018 en Hungría. En marzo de 2019, la producción se trasladó a Gran Canaria, en las Islas Canarias, con algunas escenas planeadas para filmarse también en las islas de La Palma y La Gomera. La filmación terminó en el Castillo Ogrodzieniec en Polonia. La filmación de la primera temporada concluyó en mayo de 2019.
En abril de 2021, Netflix y la showrunner principal del programa, Lauren Schmidt Hissrich, anunciaron que el rodaje de la segunda temporada había concluido.

## Lanzamiento
En abril de 2019, Ted Sarandos de Netflix dijo a los inversores en una llamada de ganancias que la serie se lanzaría a fines de 2019. Netflix lanzó el primer avance de la serie en la Comic-Con de San Diego el 19 de julio de 2019. El primer tráiler completo fue revelado en Lucca Comics & Games el 31 de octubre de 2019. Netflix lanzó un avance final el 12 de diciembre de 2019.
La serie tuvo su estreno anticipado en el Hipódromo de Służewiec en Varsovia el 18 de diciembre de 2019. La serie se estrenó mundialmente el 20 de diciembre de 2019 en Netflix.

## Recepción

### Respuesta crítica
El sitio web de reseñas Rotten Tomatoes informó una calificación de aprobación del 67% para la primera temporada con una calificación promedio de 5.94/10, basado en 77 reseñas. El consenso crítico del sitio web dice: «El mundo de The Witcher todavía se siente medio formado cuando galopa en las pantallas, pero Henry Cavill trae carisma musculoso a una serie repleta de elementos de fantasía subversiva y humor oscuro». Metacritic, que utiliza un promedio ponderado, le asignó a la temporada un puntaje de 53 sobre 100 basado en 17 críticas, indicando «revisiones mixtas o promedio».
En general, las críticas al show se concentraron en los errores de continuidad, poca fidelidad a la obra original y fallos en la escritura del guion. Ante las críticas, la showrunner principal, Lauren S. Hissrich, afirmó que dichos errores se tendrían en cuenta e intentarán resolver en la segunda temporada.

### Audiencias
Según Parrot Analytics, en su debut, The Witcher fue la tercera serie web original más vista en Estados Unidos, solo por detrás de Stranger Things y The Mandalorian. Poco después, un nuevo informe reveló que The Witcher se convirtió en la serie de televisión más vista en dicho territorio, y en la más vista del mundo en todas las plataformas durante la semana del 22 al 28 de diciembre de 2019.
La serie también se convirtió en la segunda serie más popular de Netflix en ese mismo año.